# Championnat de Grèce de football 1963-1964
Navigation
Saison précédente Saison suivante
La saison 1963-1964 du Championnat de Grèce de football était la 16e édition de la première division grecque et la cinquième à se dérouler sous la forme d'une poule unique. En effet, depuis 1928 et la création d'un championnat national, le Championnat Panhellénique, la compétition comportait une première phase avec des championnats régionaux puis une poule finale regroupant les meilleures équipes de chaque région.
Lors de cette saison, l'AEK Athènes a tenté de conserver son titre de champion de Grèce face aux quinze meilleurs clubs grecs lors d'une série de matchs se déroulant sur toute l'année. Les seize clubs participants au championnat ont été confrontés à deux reprises aux quinze autres.
À l'issue de la saison, c'est le Panathinaikos qui termine en tête du championnat et se voit même invaincu durant toute la saison (24 victoires et 6 matchs nuls), obtenant ainsi son 7e titre de champion de Grèce, le 4e en 5 ans.

## Qualifications en Coupe d'Europe
À l'issue de la saison, le club champion se qualifie pour la Coupe d'Europe des clubs champions 1964-65. Le vainqueur de la Coupe de Grèce est quant à lui qualifié pour la Coupe d'Europe des vainqueurs de coupe 1964-65.

## Les 16 clubs participants
| Club                  | Classement 1962-63 | Stade                         | Capacité | Ville         |
| --------------------- | ------------------ | ----------------------------- | -------- | ------------- |
| AEK Athènes           | 1                  | Stade Olympique               | 71 030   | Athènes       |
| Apollon Smyrnis       | 8                  | Stade Georgios Kamaras        | 14 200   | Athènes       |
| Apollon Kalamarias    | 12                 | Stade Apollon                 | 7 000    | Kalamaria     |
| Aris Salonique        | 14                 | Harilaou Stadion              | 18 308   | Salonique     |
| Doxa Drama            | Beta Ethniki       | Stade Doxa Drama              | 7 000    | Dráma         |
| Egaleo                | 10                 | Stade Stavro Mavrothalassitis | 8 217    | Egaleo        |
| Ethnikos Piraeus      | 5                  | Elliniko Stadium              | 10 800   | Le Pirée      |
| Iraklis Thessalonique | 6                  | Stade Kaftantzoglio           | 28 000   | Thessalonique |
| Niki Volos            | 11                 | Stade Pantelis Magoulas       | 22 700   | Volos         |
| Olympiakos Chalkidas  | Beta Ethniki       | -                             | -        | Chalkida      |
| Olympiakos Le Pirée   | 3                  | Stade Karaiskaki              | 33 334   | Le Pirée      |
| Panathinaikos         | 2                  | Stade Olympique               | 71 030   | Athènes       |
| Panegialios           | 13                 | Aigio Stadium                 | -        | Aigion        |
| Panionios             | 7                  | Stade Nea Smyrnis             | 11 700   | Athènes       |
| PAOK Salonique        | 4                  | Stade de Toúmba               | 28 701   | Thessalonique |
| Pierikos              | 9                  | Stade municipal               | 4 200    | Katerini      |

## Compétition

### Classement
Le classement est établi sur le barème de points suivant :
- Victoire : 3 points
- Match nul : 2 points
- Défaite : 1 point
- Forfait ou abandon du match : 0 point

Pour départager les égalités, les équipes jouent une (ou plusieurs si elles sont plus de 2) rencontres d'appui sur terrain neutre. En cas de match nul, c'est l'équipe qui a la meilleure différence de buts au classement général qui est déclarée vainqueur. 
| Rang | Équipe                   | Pts | J  | G  | N  | P  | Bp | Bc | Diff |
| ---- | ------------------------ | --- | -- | -- | -- | -- | -- | -- | ---- |
| 1    | Panathinaikos            | 84  | 30 | 24 | 6  | 0  | 67 | 19 | +48  |
| 2    | Olympiakos               | 77  | 30 | 20 | 7  | 3  | 62 | 17 | +45  |
| 3    | AEK Athènes (T)(C)       | 71  | 30 | 18 | 5  | 7  | 72 | 25 | +47  |
| 4    | Panionios                | 63  | 30 | 12 | 9  | 9  | 48 | 31 | +17  |
| 5    | Apollon Smyrnis          | 63  | 30 | 13 | 7  | 10 | 41 | 36 | +5   |
| 6    | Aris Salonique           | 61  | 30 | 10 | 11 | 9  | 28 | 29 | -1   |
| 7    | Pierikos                 | 57  | 30 | 9  | 9  | 12 | 34 | 42 | -8   |
| 8    | PAOK Salonique -1        | 56  | 30 | 10 | 7  | 13 | 22 | 30 | -8   |
| 9    | Apollon Kalamarias       | 55  | 30 | 6  | 13 | 11 | 29 | 38 | -9   |
| 10   | Ethnikos Piraeus         | 55  | 30 | 9  | 7  | 14 | 24 | 36 | -12  |
| 11   | Doxa Drama (P)           | 55  | 30 | 9  | 7  | 14 | 28 | 47 | -19  |
| 12   | Iraklis Salonique        | 55  | 30 | 7  | 11 | 12 | 26 | 44 | -18  |
| 13   | Panegialios              | 55  | 30 | 9  | 7  | 14 | 19 | 39 | -20  |
| 14   | Niki Volos               | 54  | 30 | 8  | 8  | 14 | 34 | 43 | -9   |
| 15   | Olympiakos Chalkidas (P) | 54  | 30 | 6  | 12 | 12 | 21 | 41 | -20  |
| 16   | Egaleo -1                | 44  | 30 | 6  | 2  | 22 | 12 | 50 | -38  |

| Légende : Qualifications et relégations | Légende : Qualifications et relégations                                                                        |
| --------------------------------------- | --- |
|                                         | Coupe d'Europe des Clubs champions 1964-1965                                                                   |
|                                         | Coupe d'Europe des vainqueurs de coupe 1964-1965                                                               |
|                                         | Coupe d'Europe des villes de foires 1964-1965                                                                  |
|                                         | Relégation en Beta Ethniki                                                                                     |
|                                         | (T) : Tenant du titre 1962-1963 (C) : Vainqueurs de la Coupe de Grèce de football (P) : Promus de Beta Ethniki |

- Le PAOK Salonique et Egaleo ont chacun reçu une pénalité d'un point.

### Matchs
| Résultats (▼dom., ►ext.)                                   | AEK | ApS | ApK | Ari | Dox | Ega | Eth | Ira | NVo | Oly | OlC | Pan | Png | Pnn | PAO | Pie |
| AEK Athènes                                                |     | 4-0 | 2-0 | 3-0 | 2-0 | 3-0 | 4-0 | 4-0 | 6-0 | 0-2 | 4-0 | 0-1 | 4-0 | 4-2 | 3-1 | 5-0 |
| Apollon Smyrnis                                            | 0-3 |     | 1-1 | 0-0 | 3-0 | 0-1 | 1-0 | 1-0 | 1-0 | 0-1 | 4-0 | 1-2 | 2-0 | 3-1 | 2-1 | 1-1 |
| Apollon Kalamarias                                         | 0-0 | 2-2 |     | 0-0 | 2-1 | 5-0 | 0-0 | 0-1 | 1-0 | 0-1 | 1-1 | 1-3 | 1-3 | 0-2 | 0-3 | 1-0 |
| Aris Salonique                                             | 2-0 | 3-1 | 3-3 |     | 1-0 | 1-0 | 1-1 | 0-0 | 0-2 | 0-0 | 5-0 | 0-1 | 2-1 | 2-1 | 0-0 | 1-0 |
| Doxa Drama                                                 | 2-1 | 4-1 | 1-2 | 1-0 |     | 0-0 | 1-0 | 2-0 | 2-2 | 1-1 | 0-0 | 1-1 | 0-0 | 2-2 | 1-0 | 3-2 |
| Egaleo                                                     | 0-3 | 1-6 | 0-2 | 0-1 | 0-2 |     | 2-1 | 1-0 | 1-0 | 0-1 | 0-0 | 0-3 | 1-0 | 1-2 | 0-1 | 0-2 |
| Ethnikos Piraeus                                           | 2-4 | 0-1 | 2-0 | 4-1 | 1-0 | 1-0 |     | 0-0 | 1-3 | 0-1 | 2-0 | 0-2 | 0-1 | 1-1 | 1-0 | 0-0 |
| Iraklis Salonique                                          | 0-0 | 1-4 | 0-0 | 1-1 | 3-0 | 2-0 | 1-1 |     | 3-2 | 1-1 | 2-1 | 0-3 | 2-0 | 0-0 | 2-2 | 0-0 |
| Niki Volos                                                 | 2-2 | 0-0 | 2-2 | 3-0 | 3-0 | 1-2 | 3-0 | 1-2 |     | 1-4 | 0-0 | 1-1 | 0-0 | 2-2 | 1-0 | 2-1 |
| Olympiakos                                                 | 3-0 | 4-1 | 1-1 | 2-0 | 3-0 | 1-0 | 1-0 | 8-2 | 4-0 |     | 3-1 | 0-1 | 2-0 | 1-2 | 2-0 | 5-0 |
| Olympiakos Chalkidas                                       | 0-4 | 0-0 | 1-1 | 2-2 | 1-0 | 1-0 | 1-2 | 1-0 | 2-1 | 0-2 |     | 1-1 | 3-0 | 1-1 | 0-0 | 1-0 |
| Panathinaikos                                              | 5-4 | 3-1 | 4-2 | 1-0 | 2-0 | 5-1 | 1-0 | 1-1 | 2-0 | 1-1 | 2-1 |     | 3-0 | 3-0 | 4-0 | 2-1 |
| Panegialios                                                | 1-1 | 2-0 | 1-0 | 0-0 | 0-2 | 1-0 | 0-1 | 3-1 | 0-1 | 2-5 | 1-0 | 1-1 |     | 1-0 | 1-0 | 0-0 |
| Panionios                                                  | 0-1 | 0-1 | 2-0 | 1-0 | 7-1 | 2-0 | 1-1 | 3-0 | 2-1 | 0-0 | 0-0 | 1-2 | 4-0 |     | 5-1 | 3-0 |
| PAOK Salonique                                             | 1-0 | 0-2 | 0-0 | 0-1 | 2-0 | 1-0 | 1-2 | 1-0 | 1-0 | 0-0 | 2-1 | 0-1 | 0-0 | 1-1 |     | 2-0 |
| Pierikos                                                   | 1-1 | 1-1 | 1-1 | 1-1 | 5-1 | 2-1 | 4-0 | 3-1 | 1-0 | 3-2 | 1-1 | 0-5 | 3-0 | 1-0 | 0-1 |     |
| - Victoire à domicile - Match nul - Victoire à l'extérieur |     |     |     |     |     |     |     |     |     |     |     |     |     |     |     |     |

### Matchs de barrages

#### Pour la14eplace
| Équipe 1   | Résultat | Équipe 2             |
| ---------- | -------- | -------------------- |
| Niki Volos | 1-1      | Olympiakos Chalkidas |

Niki Volos se classe à la 14e place grâce à une meilleure différence de buts.

Olympiakos Chalkidas est relégué en Beta Ethniki

## Bilan de la saison
| Tableau d'Honneur                |               |
| Compétition                      | Vainqueur     |
| Championnat de Grèce de football | Panathinaikos |
| Coupe de Grèce de football       | AEK Athènes   |

| Qualifications européennes 1964-1965             |                |
| Coupe d'Europe des Clubs champions 1964-1965     | Qualifié       |
| 1er tour                                         | Panathinaikos  |
| Coupe d'Europe des vainqueurs de Coupe 1964-1965 | Qualifié       |
| 1er tour                                         | AEK Athènes    |
| Coupe d'Europe des villes de foires 1964-1965    | Qualifié       |
| 1er tour                                         | Aris Salonique |

| Promotions et relégations |                             |
| Relégués en Beta Ethniki  | Olympiakos Chalkidas Egaleo |
| Promus de Beta Ethniki    | Trikala Proodeftiki         |

## Statistiques

### Meilleurs buteurs
| # | Buteurs               | Clubs           | Nb de Buts |
| - | --------------------- | --------------- | ---------- |
| 1 | Dimitrios Papaioannou | AEK Athènes     | 29         |
| 2 | George Sideris        | Olympiakos      | 26         |
| 3 | Kostas Papageorgiou   | AEK Athènes     | 20         |
| 4 | Vangelis Panakis      | Panathinaikos   | 16         |
| 5 | Stefanos Demiris      | Aris Salonique  | 12         |
| 5 | Dimitris Taktikos     | Apollon Smyrnis | 12         |